# Список объектов всемирного наследия ЮНЕСКО в Коста-Рике
В спи́ске объе́ктов Всеми́рного насле́дия ЮНЕ́СКО в Ко́ста-Ри́ке значатся 4 наименования (на 2014 год), это составляет 0,3 % от общего числа (1248 на 2025 год).
1 объект включён в список по культурным критериям, 3 объекта — по природным. Резерваты Таламанка-Рейндж и Ла-Амистад признаны природными феноменами или пространствами исключительной природной красоты и эстетической важности (критерий vii).
Кроме этого, по состоянию на 2014 год, 1 объект на территории государства находится в числе кандидатов на включение в список всемирного наследия по природным критериям.
Коста-Рика ратифицировала Конвенцию об охране всемирного культурного и природного наследия 23 августа 1977 года. Первый объект на территории Коста-Рики был занесён в список в 1983 году на 7-й сессии Комитета всемирного наследия ЮНЕСКО.

## Список
Объекты расположены в порядке их добавления в список всемирного наследия. Если объекты добавлены одновременно, то есть на одной сессии Комитета всемирного наследия ЮНЕСКО, то объекты располагаются по номерам.
| # | Изображение | Название | Местоположение                                                                                         | Время создания | Год внесения в список  | №    | Критерии         |
| - | ----------- | --- | --- | -------------- | ---------------------- | ---- | ---------------- |
| 1 |             | Резерваты Таламанка-Рейндж и Ла-Амистад (исп. Reservas de la Cordillera de Talamanca–La Amistad /Parque Nacional de la Amistad)                   | Коста-Рика: провинции Сан-Хосе, Картаго, Лимон, Пунтаренас · Панама: провинции Бокас-дель-Торо, Чирики | —              | 1983 (расширен в 1990) | 205  | vii, viii, ix, x |
| 2 |             | Национальный парк Остров Кокос (исп. Parque Nacional de la Isla del Coco)                                                                         | Провинция Пунтаренас                                                                                   | —              | 1997 (расширен в 2002) | 820  | ix, x            |
| 3 |             | Охраняемая область Гуанакасте (исп. Zona de conservación de Guanacaste)                                                                           | Провинции Гуанакасте и Алахуэла                                                                        | —              | 1999 (расширен в 2004) | 928  | ix, x            |
| 4 |             | Поселения вождей и каменные шары племени Дикис доколумбового периода (исп. Asentamientos cacicales precolombinos con esferas de piedra de Diquís) | Провинция Пунтаренас                                                                                   | VI—XV века     | 2014                   | 1453 | iii              |

| Резерваты Таламанка-Рейндж и Ла-Амистад Охраняемая область Гуанакасте Поселения вождей и каменные шары племени Дикис доколумбового периодаОбъекты всемирного наследия ЮНЕСКО в Коста-Рике | Резерваты Таламанка-Рейндж и Ла-Амистад Остров Кокос Охраняемая область Гуанакасте Поселения вождей и каменные шары племени Дикис доколумбового периодаОбъекты всемирного наследия ЮНЕСКО в Коста-Рике на карте Центральной Америки |

## Предварительный список
| # | Изображение | Название | Местоположение       | Время создания | Год внесения в предварительный список | №    | Критерии |
| - | ----------- | --- | -------------------- | -------------- | ------------------------------------- | ---- | -------- |
| 1 |             | Национальный парк Корковадо и биологический резерват Исла-дель-Каньо (исп. Parque Nacional Corcovado y Reserva biológica de la Isla del Caño) | Провинция Пунтаренас | —              | 2003                                  | 1795 | vii, x   |

| Национальный парк Корковадо Биологический резерват Исла-дель-КаньоОбъекты предварительного списка в Коста-Рике |